# Metal Skin Panic MADOX-01
Metal Skin Panic MADOX-01 (メタルスキンパニック MADOX-01 Metaru Sukin Panikku Madokkusu Zero Wan?) es una animación original para video (OVA) del año 1987, escrita y dirigida por Shinji Aramaki. Su argumento trata acerca de un joven mecánico que encuentra accidentalmente al MADOX-01, una armadura de combate militar diseñada para destruir vehículos blindados enemigos. Después de quedar atrapado en la armadura sin saber como salir de ella, los militares tratan de recuperarla, dejando al mecánico sin más opción que defenderse a sí mismo.

## Argumento
En la primera prueba de la armadura de combate MADOX-01, la experta piloto de pruebas Elle Jusumoto destroza un tanque de combate y humilla al Teniente Kilgore, el más "macho" de Japón, en el proceso. Kilgore jura que tendrá su merecido, y consigue su oportunidad cuando el prototipo MADOX literalmente cae de la parte trasera de un camión en medio de Tokio.
Mientras tanto, el MADOX, que se cae por un puente, y en la parte de atrás de otro camión, acaba su andanza en manos de un estudiante de instituto, Koji Sujimoto. Intrigado por el MADOX, Koji comete el gran error de probarlo sin leer el manual de instrucciones, y sus amigos lo encuentran encerrado en el traje, vagando por el centro de Tokio. 
Desafortunadamente, la señal del ahora operativo MADOX, sirve a Kilgore para localizarlo; para colmo, a pesar de que Koji no sabe cómo luchar, el MADOX funciona en modo automático, con el resultado de una batalla campal en medio de la ciudad . Preocupada por los daños que está provocando, Elle da una segunda oportunidad al prototipo MADOX e intenta encontrar y rescatar a Koji antes de que Kilgore y sus soldados lo encuentren. Además, Koji tiene sus propios problemas: si no acude a la cita con su novia, la perderá para siempre, y está un poco mal vestido para la ocasión.

## Producción
| Personal         | Papel                             |
| ---------------- | --------------------------------- |
| Shinji Aramaki   | Director, Guion y Diseño Mecánico |
| Ken Yajima       | Música                            |
| Hideki Tamura    | Diseño de personajes              |
| Yoichi Nango     | Director artístico                |
| Kimitoshi Yamane | Diseño mecánico                   |
| Yasunori Honda   | Director de sonido                |
| Masahide Okino   | Director de fotografía            |